# ヴィスタスダーレン

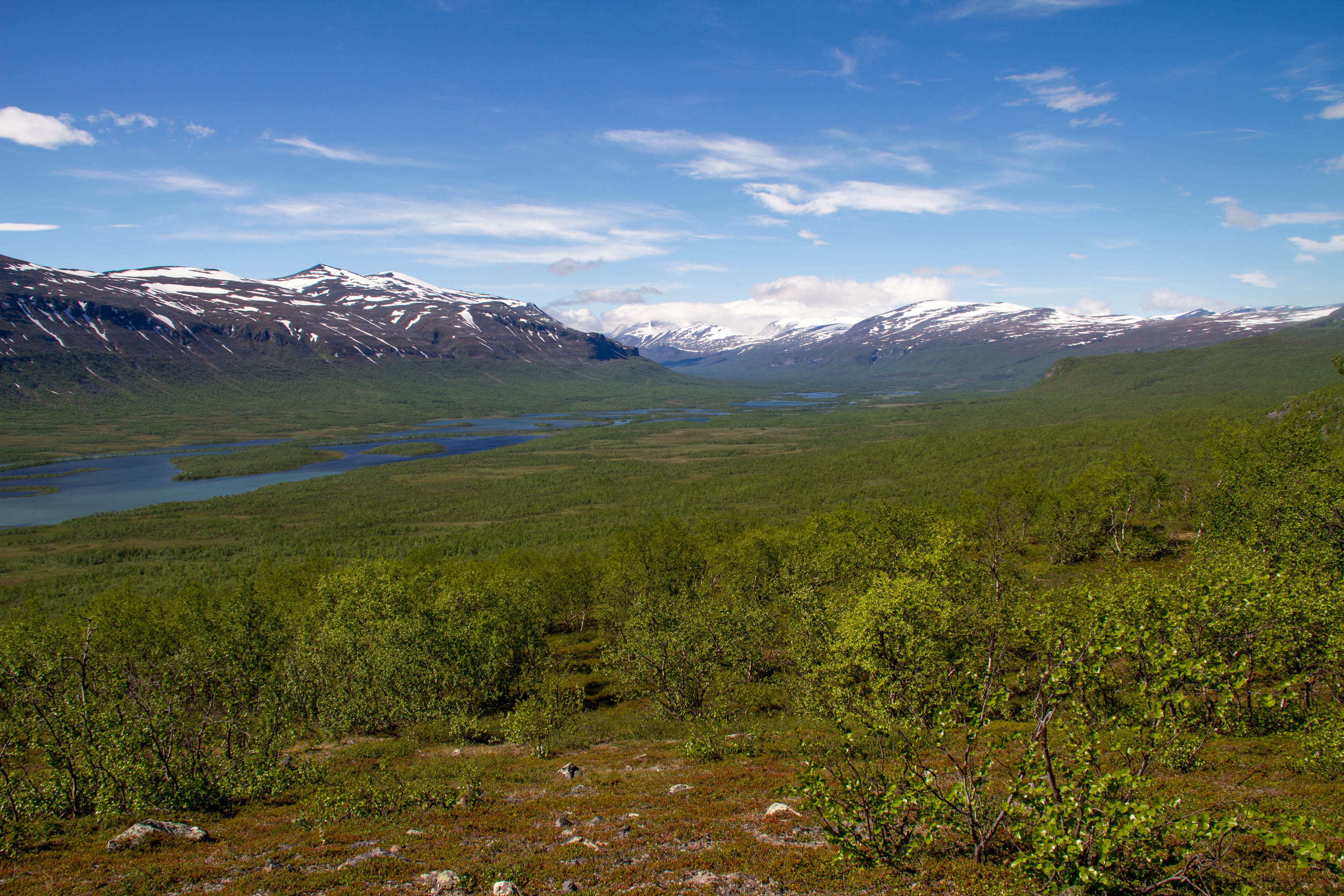
ヴィスタスダーレン

ヴィスタスダーレン（スウェーデン語:Vistasdalen、=ヴィスタス谷）は、スウェーデンの渓谷である。スウェーデン語ではVistasdalen、スウェーデン語風サーメ語表記ではVistasvagge、そして北サーメ語（nordsamiska）のVisttasvággiである。一般的にはヴィスタスと呼ばれているが、ヴィスタスはケブネカイセ山岳域東〜北西側を流れるヴィスタス川に沿って位置する。